# Ulwembua antsiranana
Ulwembua antsiranana är en spindelart som beskrevs av Griswold 1997. Ulwembua antsiranana ingår i släktet Ulwembua och familjen Cyatholipidae.
Artens utbredningsområde är Madagaskar. Inga underarter finns listade i Catalogue of Life.